# Seven Doors Hotel
Seven Doors Hotel är bandet Europes absoluta första singel och hämtad från debutalbumet Europe. Singeln släpptes endast i Japan 1983 och blev en stor hit där, med en placering på topp 10. Låten är skriven av Joey Tempest, inspirerad av den italienska skräckfilmen The Beyond. Som B-sida användes låten Words of Wisdom.
1985 spelade Europe in en ny version av låten som användes som B-sida till singeln Rock the Night.

## Musiker
1983
- Joey Tempest - Sång & keyboards
- John Norum - Gitarr
- John Levén - Bas
- Tony Reno - Trummor

1985
- Joey Tempest - Sång
- John Norum - Gitarr
- John Levén - Bas
- Mic Michaeli - Keyboards
- Ian Haugland - Trummor

## Listplaceringar
| Singeltoplista (1983) | Position |
| --------------------- | -------- |
| Japan                 | 10       |

### Fotnoter
1. ↑  ”Arkiverade kopian”. Arkiverad från originalet den 2 november 2013. https://web.archive.org/web/20131102052212/http://roger_fed.webs.com/singlesandeps.htm. Läst 21 januari 2013.